# Johan Almquist
Johan Axel Almquist, född 13 augusti 1870 i Hovförsamlingen, Stockholm, död 28 december 1950 i Storkyrkoförsamlingen , Stockholm var en svensk historiker och arkivarie. Han var arkivråd vid Riksarkivet 1920-1936 och ordförande i Personhistoriska samfundet 1919-1943.

## Biografi
Almquist blev student vid Uppsala universitet 1889, filosofie kandidat 1891, filosofie licentiat 1895 och filosofie doktor 1895 med avhandlingen Riksdagen i Gefle 1792.
Almquist var 1892-1895 anställd som extra ordinarie amanuens vid Uppsala universitetsbibliotek och vid Kungliga biblioteket 1895-1904. Han blev 1895 extra ordinarie amanuens vid Riksarkivet (RA), amanuens där 1904 och utsågs i december 1906 till kung Gustaf V:s bibliotekarie. Han blev 1908 arkivarie och 1909 sektionschef för RA:s fjärde sektion som tillkom detta år och arkivråd 1920. Almquist tjänstgjorde också 1923-24 som tillförordnad riksarkivarie.
Almquist var sedan 1910 ledamot av Personhistoriska samfundets styrelse och efterträdde 1918 Emil Hildebrand som ordförande. När Almquist avgick som ordförande blev han 1943 samfundets hedersledamot på livstid. 1898 blev Almquist ledamot av Kungliga Samfundet för utgivande av handskrifter rörande Skandinaviens historia. Han blev ledamot av Kungliga Vitterhets Historie och Antikvitets Akademien 1922.

### Familj
Johan Almquist var son till bruksägaren Bernhard Almquist och Hedda Almquist, född Wihlborg. Han  gifte sig 1893 med Gerda Dillner, dotter till professor Göran Dillner och Augusta Dillner, född Hellsten. Dottern Astrid var gift med Alex Simonsson.

## Tryckta skrifter
En bibliografi över Johan Axel Almquists tryckta skrifter, sammanställd av Jan Carl Almquist, publicerades i Personhistorisk tidskrift 53 (1955).

## Utmärkelser

### Svenska utmärkelser
- Konung Oscar II:s och Drottning Sofias guldbröllopsminnestecken, 1907.[12]
- Konung Gustaf V:s jubileumsminnestecken med anledning av 90-årsdagen, 1948.[13]
- Konung Gustaf V:s jubileumsminnestecken med anledning av 70-årsdagen, 1928.[14]
- Kommendör av första klassen av Nordstjärneorden, 6 juni 1938.[15]
- Kommendör av andra klassen av Nordstjärneorden, 6 juni 1926.[16]
- Riddare av Nordstjärneorden, 1917.[17]
- Riddare av första klassen av Vasaorden, 1911.[18]

### Utländska utmärkelser
- Kommendör av andra klassen av Finlands Vita Ros’ orden, tidigast 1925 och senast 1928.[19][20]
- Kommendör av andra klassen av Norska Sankt Olavs orden, tidigast 1921 och senast 1925.[19][21]
- Riddare av andra klassen av Ryska Sankt Stanislausorden, senast 1915.[12]
- Riddare av första klassen av Badiska Zähringer Löwenorden, senast 1915.[12]
- Officier de l’Instruction publique av Franska Akademiska palmen, senast 1915.[12]